# 내일도 우린 사랑하고 있을까
"내일도 우린 사랑하고 있을까"(중국어: 明天你是否依然爱我)는 2020년에 공개된 중국의 로맨틱 드라마 영화이다.

## 캐스팅
- 안젤라베이비 - 자오시난 역
- 리훙치 - 페이리 역
- 데니 황 - 더우펑 역
- 카리 베나넨 - 의사 역